# 관 속의 미인화
"관 속의 미인화"는 1970년 공개된 대한민국의 영화이다.

## 배역
- 최무룡
- 김창숙
- 방성자
- 김칠성
- 방인자